# Unser Sandmännchen
Unser Sandmännchen (kurz auch Sandmann) ist eine deutsche Kindersendung, die seit 1959 produziert wird und die Fernsehserie mit den meisten Folgen ist.
Von 1959 bis 1989 wurde im geteilten Deutschland sowohl Unser Sandmännchen beim Deutschen Fernsehfunk (DFF) der Deutschen Demokratischen Republik (DDR) als auch eine Sendung gleichen Konzepts bei der ARD in der Bundesrepublik Deutschland unter dem Titel Sandmännchen vom SFB produziert und gesendet. Seit der Deutschen Wiedervereinigung wird im Auftrag der ARD Unser Sandmännchen, aktuell vom Rundfunk Berlin-Brandenburg, weiter produziert und in den Vorabendprogrammen des RBB, des MDR und des KiKA gesendet. Das Sehen dieser Sendung war und ist für Kleinkinder in vielen Haushalten ein Ritual vor dem Zubettgehen.

## Geschichte

### Hintergrund
Die literarische Figur des Sandmanns ist seit Jahrhunderten aus verschiedenen Erzählungen bekannt, zum Beispiel Der Sandmann von E.T.A. Hoffmann oder Hans Christian Andersens Ole Lukøje. Entsprechend der literarischen Vorlage ist die Trickfilm-Puppe ein kleiner Mann mit weißem Bart. Es erscheint in einer Rahmenhandlung vor und nach einem kindgerechten Kurzfilm und streut am Ende jeder Sendung seinen Schlafsand, um den Kindern angenehme Träume zu schenken.

### Anfänge

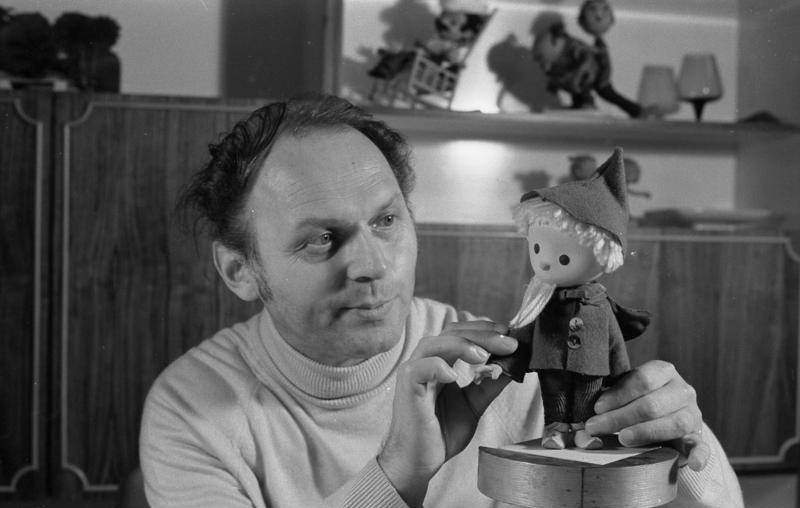
Gerhard Behrendt mit Sandmännchenpuppe, 1979

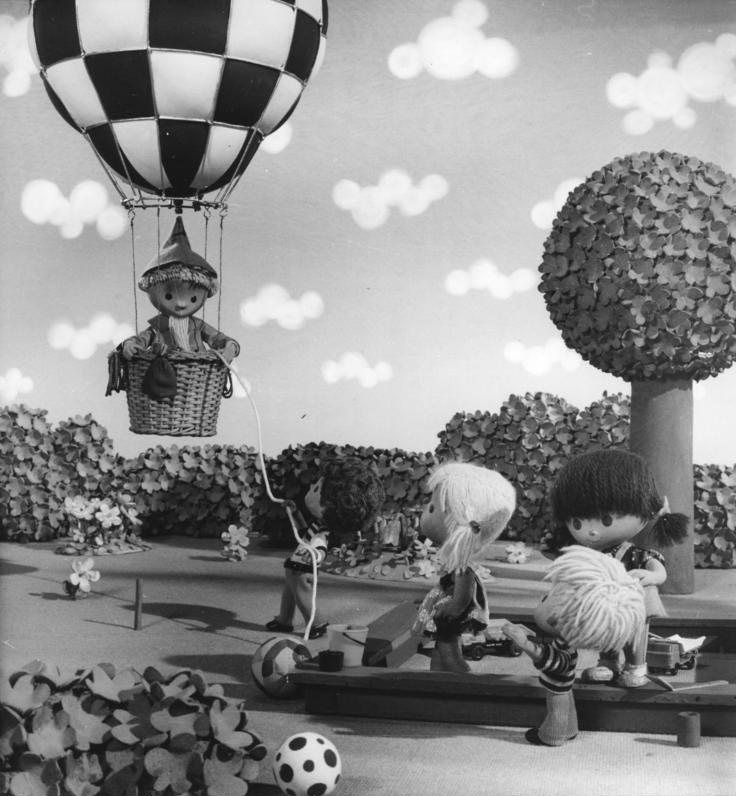
25. Geburtstag des Sandmännchens, Bild aus dem Bundesarchiv

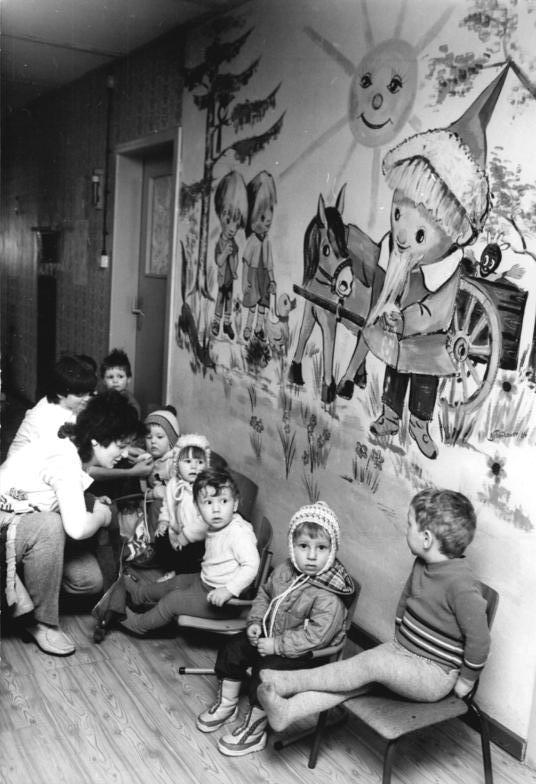
Der Sandmann als Wandbild in einem Kindergarten (DDR), 1986

Kindern Gutenachtgeschichten vorzulesen hat eine lange Tradition. Auch Radiosender griffen sie in der Nachkriegszeit auf. Abendlied hieß eine Radiosendung von Ilse Obrig im Berliner Rundfunk. Im Rundfunk der DDR ging der Sandmann erstmals am 19. Mai 1956 auf Sendung. Im Deutschen Fernsehfunk (DFF) der DDR wurde ab 8. Oktober 1958 der Abendgruß daraus. Die Idee zu einem Fernseh-Sandmann hatte Ilse Obrig Anfang 1958, nachdem sie vom DFF zum West-Berliner SFB gewechselt war. Gemeinsam mit der Puppengestalterin und Autorin Johanna Schüppel entwickelte Obrig eine einfache kleine Handpuppe.

### Unser Sandmännchenim DFF
Als die Fernsehmacher des Deutschen Fernsehfunks in Berlin-Adlershof unter dem damaligen Fernsehchef Walter Heynowski von den Planungen des SFB gehört hatten, entwickelte man beim DFF kurzfristig ein eigenes Konzept. Der Bühnen- und Kostümbildner Gerhard Behrendt wurde beauftragt, die gewünschte Sandmann-Figur in nur zwei Wochen mit aufwendiger Stop-Motion-Animation zustande zu bringen. Diethild Dräger gestaltete die Figuren mittels beweglicher Metallskelette in der DFF-Puppenwerkstatt. Die erste Folge lief am 22. November 1959 im DFF. Nach getaner Arbeit schlief der Sandmann in der ersten Folge an einer Straßenecke ein. Die Ausstrahlung dieser Szene führte zu Protesten von Eltern. Viele Kinder sollen dem Sandmännchen in Briefen ihre Betten angeboten haben.
Im Sommer 1960 bekam die Sandmann-Figur ihre endgültige Form mit 24 cm Größe, einer Zipfelmütze und dem typischen langen, weißen Spitzbart. Das Sandmännchen ist von gleicher Größe wie die mitspielenden Kinderfiguren. Das produzierende Studio war bis zur Wende in Berlin-Mahlsdorf. Die Kulissen und die zahlreichen Fahrzeuge baute Harald Serowski, der das Sandmännchen im Lauf der Jahre mit über 300 Fortbewegungsmitteln ausstattete, vom Personenkraftwagen über Nutz- und Schienenfahrzeuge bis zu einer Weltraum-Rakete.
In der Folge entstanden Sandmännchen-Episoden mit vielfältigem Inhalt – Alltagsszenen, Reisen des Sandmännchens in ferne (meist sozialistische) Länder und auch ins Weltall (unter anderem reiste der Sandmann mit dem Lunochod auf den Mond), Märchenszenen, aber auch Szenen mit politischen Inhalt, etwa Besuche des Sandmännchens bei der Nationalen Volksarmee, den Grenztruppen an Oder und Neiße oder im Pionierferienlager. Das Sandmännchen hatte einen reichhaltigen Fuhrpark mit teilweise sehr konventionellen, teils auch sehr futuristischen Fahrzeugen. Während der Leipziger Messe erschien es 1970 mit einem neuartigen Senkrechtstarter vor der Kulisse des Leipziger Uniriesen. Die Kennzeichen der Fahrzeuge starten immer mit den Initialen „PU“ für Puppenstudio, gefolgt von sich an den Produktionsnummern orientierenden Ziffern. Als das Sandmännchen in einer Episode mit einem Heißluftballon ankam, gab es allerdings Ärger mit Parteifunktionären – zwei Tage zuvor waren zwei Familien mit einem selbstgebauten Heißluftballon von Thüringen nach Bayern geflohen.
In allen Geschichten kommt ein bildgebendes Gerät oder ähnliches vor, auf das nach der Begrüßung des Sandmännchens herangezoomt wird, womit die allabendliche Gutenachtgeschichte beginnt. Bis einige Jahre nach der deutschen Wiedervereinigung erschien zu Beginn der Geschichte in Schulausgangsschrift das Wort Abendgruß auf dem Bildschirm. Als Einleitung jeder Sendung erschien ebenfalls in Schulausgangsschrift die Ankündigung Gleich kommt unser Sandmännchen. Zum Abschluss einer jeden Episode streut der Sandmann eine Handvoll Schlafsand aus seinem kleinen Sack als flimmernde Wolke, woraufhin sich die Kinder die Augen reiben, und winkt dann den Zuschauern zum Abschied.

### DerAbendgrußbeim DFF
In den Kurzfilmen (Abendgruß), die von der Rahmenhandlung eingeschlossen waren, erschienen zahlreiche Figuren: zum Beispiel Pittiplatsch und Schnatterinchen (ein Kobold und eine Ente) sowie Moppi (ein Hund), Herr Fuchs und Frau Elster, Flax und Krümel, Kasperle und Gretel, Annemarie und Brummel, Pünktchen und Felix, Rolf und Reni, Borstel (ein Igel), oder später Plumps (ein Wasserkobold) und das Küken erlangten Kultstatus. Andere waren ab 23. November 1955 Meister Briefmarke (Heino Winkler), Taddeus Punkt und Struppi, Meister Nadelöhr (Eckart Friedrichson) oder Frau Puppendoktor Pille (die zu Elternbeschwerden wegen des Reimes „Frau Puppendoktor Pille mit der großen klugen Brille“ führte, weshalb dieser zu „mit der großen runden Brille“ abgeändert wurde). Viele dieser Gestalten kamen auch in anderen Kindersendungen des DDR-Fernsehens wie Zu Besuch im Märchenland vor.
Die Abendgrußgeschichten folgten einem festen Wochenplan. Manche Geschichten blieben über Jahrzehnte immer am gleichen Wochentag (zum Beispiel am Freitag, Sonnabend und Sonntag). In den 1980er Jahren präsentierte sich der Wochenplan der Geschichten etwa folgendermaßen.
- Montag: unterschiedlich (1980er Jahre: Verkehrskompaß (Kinderversion) mit Stiefelchen & Kompasskalle)
- Dienstag: Geschichten erzählen von Freude und Fleiß – Berufe werden kindgerecht vorgestellt
- Mittwoch: unterschiedlich (1980er Jahre: Frau Puppendoktor Pille, Pünktchen und Felix, Taddeus Punkt, Gertrud und Buddelflink)
- Donnerstag: Plumps (seit 1986)
- Freitag: Liederspielplatz – Kinder spielen und singen, ab 1988 auch Ulf und Zwulf[9]
- Samstag: Pittiplatsch und Schnatterinchen im Märchenland mit Moppi
- Sonntag: Herr Fuchs und Frau Elster

Zu besonderen Anlässen wie Weihnachten, Ostern oder Kindertag wurden auch längere Episodenfilme produziert, in denen das Sandmännchen zusammen mit Herrn Fuchs, Frau Elster und weiteren bekannten Figuren aus den Abendgrußgeschichten in verschiedenen Abenteuern zu sehen ist. Auf die gewohnte Abendgrußgeschichte wurde im Fernsehen der DDR verzichtet, wenn ein hoher Staats- und Parteifunktionär, in der DDR oder verbündeten Ländern, verstorben war. An deren Stelle wurden dann Musiker gezeigt, die Trauermusik spielten.

### Entwicklung nach 1990

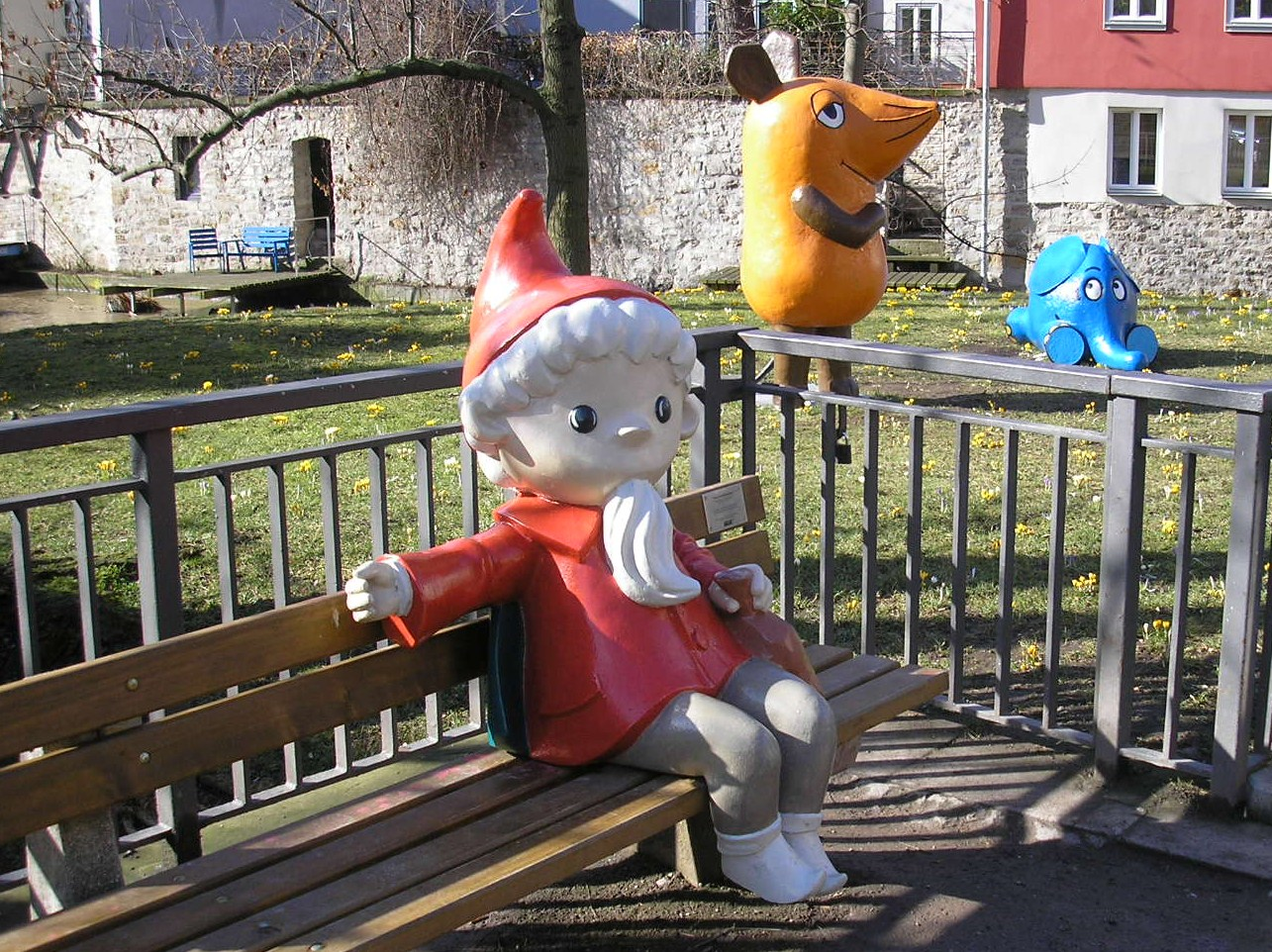
Sandmann auf der Rathausbrücke in Erfurt (Sitz des KiKA)

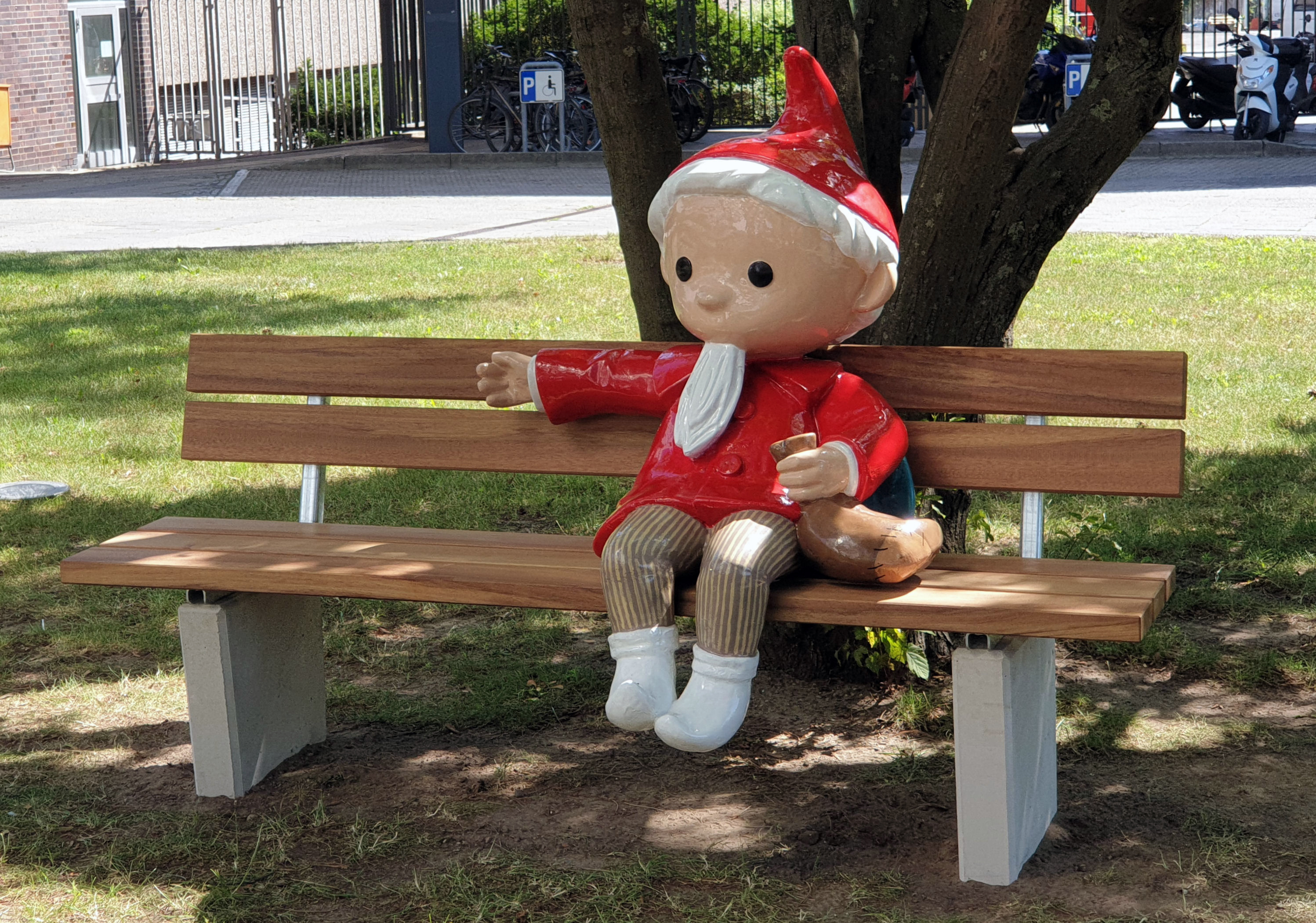
Skulptur des Sandmännchens von Thomas Lindner vor der Masurenallee 16, in Berlin-Westend

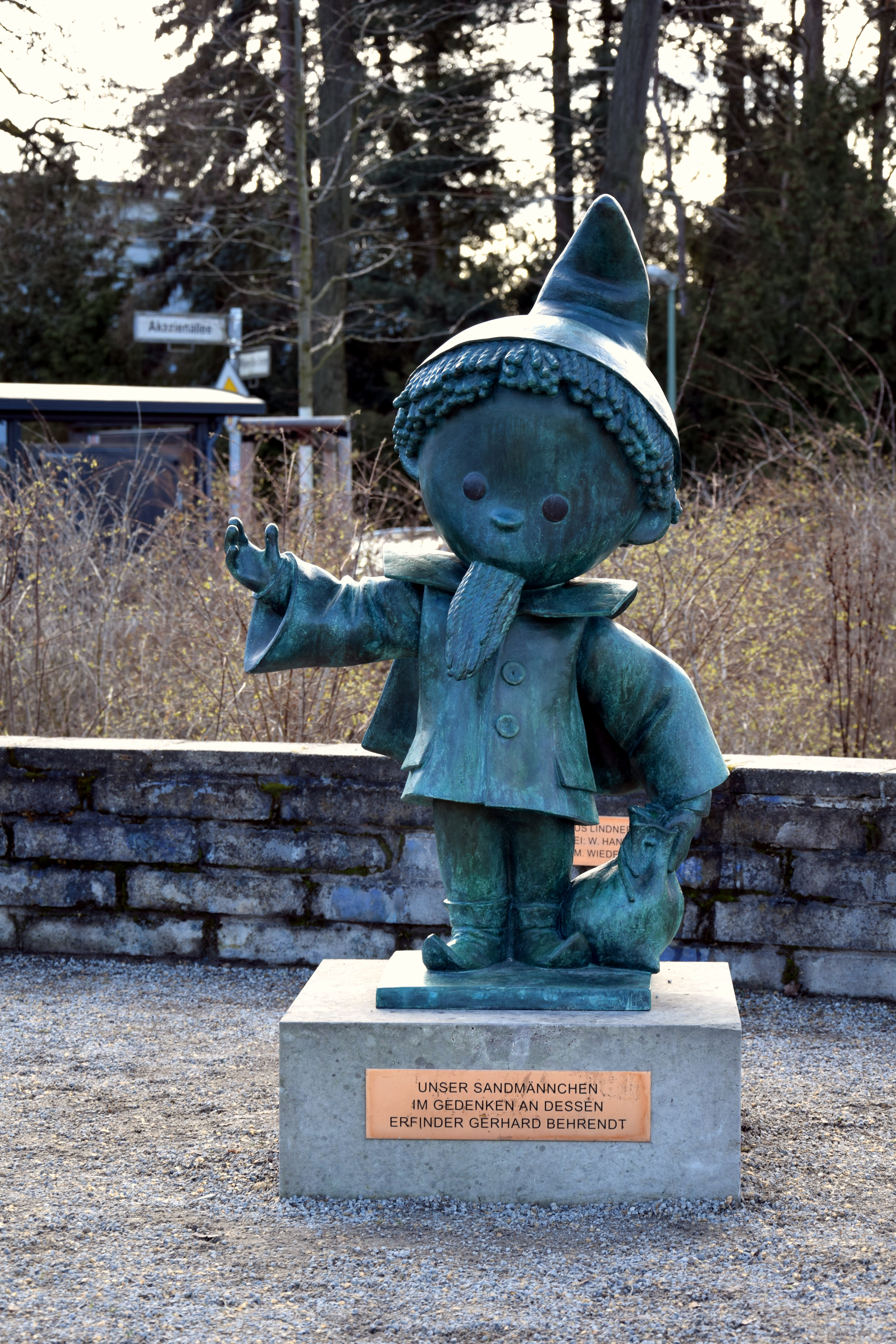
Das Sandmännchen in Bronze von Claus Lindner auf dem Ullrichplatz in Berlin-Mahlsdorf

Unmittelbar nach der Wende in der DDR musste beim früheren Fernsehen der DDR über ein neues Programmschema entschieden werden, weil der DFF ab Dezember 1990 statt zwei Programmen nur noch eins ausstrahlen konnte. Der DFF wurde rechtsfähige Einrichtung nach Art. 36 Einigungsvertrag und war bis spätestens 31. Dezember 1991 aufzulösen. Das Programm von DFF 1 wurde eingestellt und die Frequenzen für das Erste Deutsche Fernsehen genutzt. DFF 2 wurde zur „DFF Länderkette“. Man trug den Sehgewohnheiten der Zuschauer Rechnung und hielt am Sendetermin des Sandmännchens um 18:50 Uhr in der DFF-Länderkette und einem zweiten Termin im ARD-Regionalprogramm auf den Frequenzen des vormaligen DFF 1 fest.
Es kamen Gerüchte auf, man wolle aus Kostengründen auf die Fortführung des Sandmännchens verzichten und suche nach einem kostengünstigeren Ersatz. Außerdem fiel das Sandmännchen am Sonntag, den 14. Oktober 1990, aus, weil über die am selben Tage stattgefundenen ersten Landtagswahlen in den fünf neuen Bundesländern ausführlich berichtet wurde. All dies zusammen löste eine Protestwelle aus, die sich vor allem gegen den Rundfunkbeauftragten der neuen Länder, Rudolf Mühlfenzl, richtete. Dieser stritt diese Behauptungen umgehend ab und erklärte den Fortbestand des Sandmännchens über das Jahr 1991 hinaus zu seinem persönlichen Anliegen. Somit blieb der Abendgruß, auch als der DFF am 31. Dezember 1991 seinen Sendebetrieb einstellte, den Zuschauern im NDR, MDR, SFB und ORB erhalten.
Im Rahmen der Aufgabenteilung innerhalb der ARD wurde der ORB, später der RBB mit der Produktion von Unser Sandmännchen betraut. Produziert wurde der Sandmann nach der Wende von der neu gegründeten Sandmann Studio Trickfilm GmbH, die erst noch in den alten Studios in Mahlsdorf produzierte, dann nach Adlershof und schließlich in den Filmpark Babelsberg in ein gläsernes Studio umzog.
Der Sandmann läuft im MDR, im RBB und vor allem seit 1. Januar 1997 im KiKA. Zu den altbekannten Figuren des DFF-Sandmännchens wie Pittiplatsch und Schnatterinchen oder Herr Fuchs und Frau Elster gesellten sich neue Figuren und Serien wie Kalli, Die drei kleinen Spürnasen, Die obercoole Südpolgang, Ebb und Flo, Rabe Socke, Miffy und Der kleine König. Auch Figuren des 1989 eingestellten westdeutschen Sandmännchens wie Piggeldy und Frederick wurden ins Programm von Unser Sandmännchen übernommen. Neben Wiederholungen politisch neutraler und neu vertonter Sandmännchen-Folgen des DFF wurden auch neue Rahmenhandlungen mit dem Sandmann produziert. Diese werden seit 1999 nicht mehr als reine Puppentrickfilme, sondern auch mit Hilfe von Computeranimationen hergestellt. Dabei reist das Sandmännchen nicht mehr zu Völkern der Welt, sondern meist in Phantasie- oder Tierwelten.
Mit der Fusion des ORB und SFB zum RBB wurde Unser Sandmännchen eine Koproduktion von RBB, MDR und NDR, wobei die Federführung vom RBB übernommen wurde. Dieser sendet das Sandmännchen seit September 2007 im Format 16:9. MDR und KiKA schlossen sich an.
Im Filmpark Babelsberg war zwölf Jahre lang dem Sandmännchen, seiner Geschichte, seinen Fahrzeugen und den oben genannten Gestalten aus dem Märchenwald eine eigene große Ausstellung gewidmet. Seit Herbst 2009, anlässlich des 50. Geburtstags des Sandmännchens, befindet sich die Ausstellung im Filmmuseum Potsdam. Im Filmpark Babelsberg eröffnete im April 2010 eine neue Ausstellung, die sich mit dem Sandmann-Kinofilm Das Sandmännchen – Abenteuer im Traumland befasst.
Im Jahr 2006 erwarb der Kinderkanal des arabischen Nachrichtensenders Al Jazeera 78 Sandmännchen-Folgen vom RBB. Allerdings beendete Al Jazeera die Abnahme des Sendematerials im Zusammenhang mit dem Streit um die Islam-Äußerungen von Papst Benedikt XVI. Schon in den 1970er Jahren gab es das Sandmännchen im arabischen Raum zu sehen – im Irak, in Ägypten und Syrien.
In Schweden und Norwegen lief Unser Sandmännchen unter dem Namen John Blund.
Zum 60-jährigen Bestehen der Sendereihe wurde im RBB am 22. November 2019 um 20:15 Uhr eine 90-minütige Sondersendung unter dem Titel 60 Jahre süße Träume – Mit dem Sandmann durch die Zeit gesendet.

## Das Sandmann-Lied

Anfang des Sandmännchen-Liedes

Der Komponist Wolfgang Richter hatte – in der großen Eile, in der die Sendung vorbereitet wurde – sich den Text, der von Walter Krumbach stammt, angeblich am Telefon diktieren lassen und die Melodie an nur einem Abend in drei Stunden geschaffen. Von Experten wurde das Lied als zu kompliziert für Kinder angesehen und war daher eigentlich nur als Notlösung gedacht.
Das Lied hatte zu Zeiten des Fernsehens der DDR vor dem Abendgruß zwei, nach dem Abendgruß eine Strophe. In gekürzter Fassung (eine Strophe vor dem Kurzfilm) findet es noch Verwendung. Das Kind, welches das Lied gesungen hat, heißt Sabine Meißner aus Ebelsbach. Mit der deutschen Einheit entfiel die zweite Strophe des Sandmann-Liedes, da dort der Deutsche Fernsehfunk erwähnt wurde, der kurze Zeit später aufgelöst wurde.

## Sandmännchen-Varianten anderer Sendeanstalten

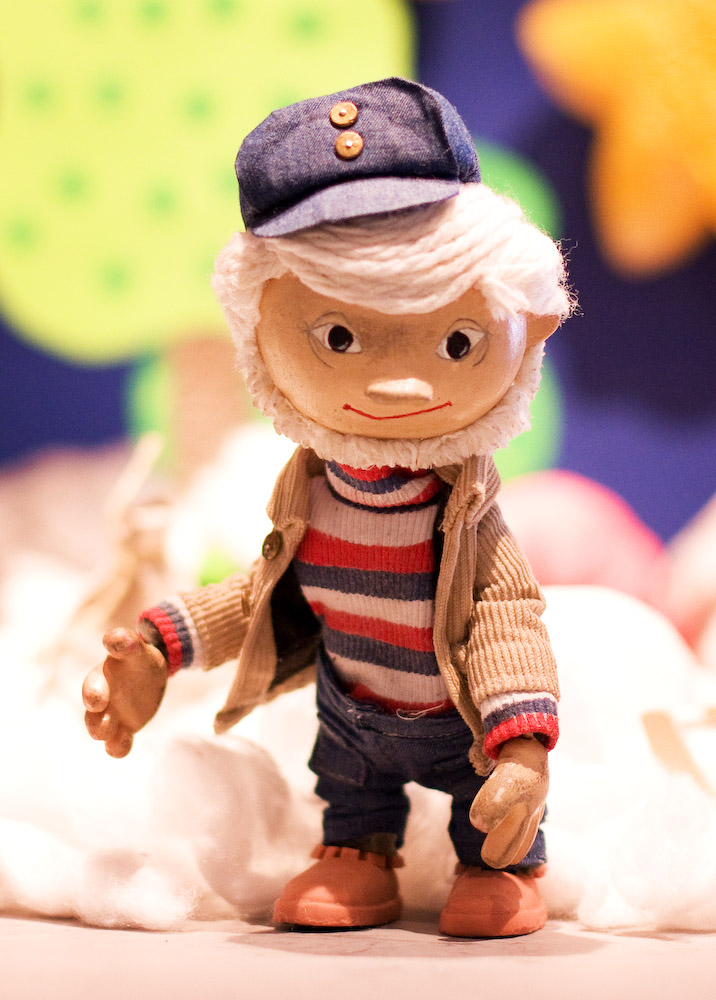
Das Sandmännchen des SFB im Museum für Kommunikation Frankfurt

- Das Sandmännchen des SFB wurde am 1. Dezember 1959, neun Tage nach dem Start seines Pendants beim DFF, in der Bundesrepublik das erste Mal im Deutschen Fernsehen der ARD ausgestrahlt. Das Sandmännchen kam mit einer Wolke eingeschwebt, oder auch mit einem Fluggerät, dessen orangefarbene Karosserie dem Rennwagen Porsche 908/03 nachempfunden war, und sprach: „Nun, liebe Kinder, gebt fein acht, ich hab' euch etwas mitgebracht.“ Die Sandmännchen-Puppe wurde von Rosemarie Küssner animiert.[20] Die Sendung wurde am 31. März 1989 eingestellt.
- In den 1960er und 1970er Jahren strahlte der WDR in seinem 3. Programm ebenfalls eine Sandmännchen-Sendung aus. In den 1970er Jahren gab es im WDR Fernsehen eine Sendung mit dem Titel Sandmännchen international, in der die Rahmenhandlung nicht als Puppentrick, sondern mit realen Darstellern gedreht worden war.
- In Österreich gab es dieselbe Figur wie bei der ARD, aber statt des „Sandmännchen-Lieds“ kam das in der Alpenrepublik Betthupferl genannte Wolkenwagerl-Männchen zu Wolfgang Amadeus Mozarts Klaviersonate in A-Dur, KV 331, Anfang des 1. Satzes, Andante grazioso,[21] ins 1960er und 1970er Wohnzimmer gereist. Die Kinder sollten auch nicht „fein“ achtgeben, sondern „gut“, und am Schluss hieß es „Auf Wiederseh'n und Gute Nacht“.
- Das Schweizer Fernsehen strahlte von 1968 bis in die späten 1970er Jahre die Sendung „De Tag isch vergange“ aus.
- In Tschechien heißt die Sandmannfigur Večerníček („Abendmännchen“). Das tschechoslowakische Fernsehen strahlte am 2. Januar 1965 erstmals eine Sendung aus.
- Die sowjetische Variante Gute Nacht, ihr Kleinen! (russisch Спокойной ночи, малыши!) startete 1964.
- In Bulgarien gibt es seit 1960 die Abendsendung Gute Nacht, Kinder (bulgarisch лека нощ, деца).

## Auszeichnungen
- Deutschland: Goldene Schallplatte im Kids-Award[22]
  - 10× Gold
  - 3× Platin
- 2023 wurde dem Sandmännchen ein Denkmal gesetzt. Die Initiatoren Elke und Michael Wiedemann sammelten Spendengelder aus der Bevölkerung. Der Bildhauer Claus Lindner aus Prenzlau erstellte den Entwurf. Die Kunstgießerei Hann in Altlandsberg fertigte die Figur in Bronze. Dieses Sandmännchen wurde am 14. März 2023 auf dem Ullrichplatz in Berlin-Mahlsdorf-Süd aufgestellt.[23]
- 2023: Grimme-Preis in der Kategorie Kinder
  - Sandmann-Rahmen: Recycling-Fahrzeug – Stefan Schomerus (Buch/Regie), Tine Kluth (Animation) (ANDERTHALB Medienproduktion für rbb)[24]

## Merchandising

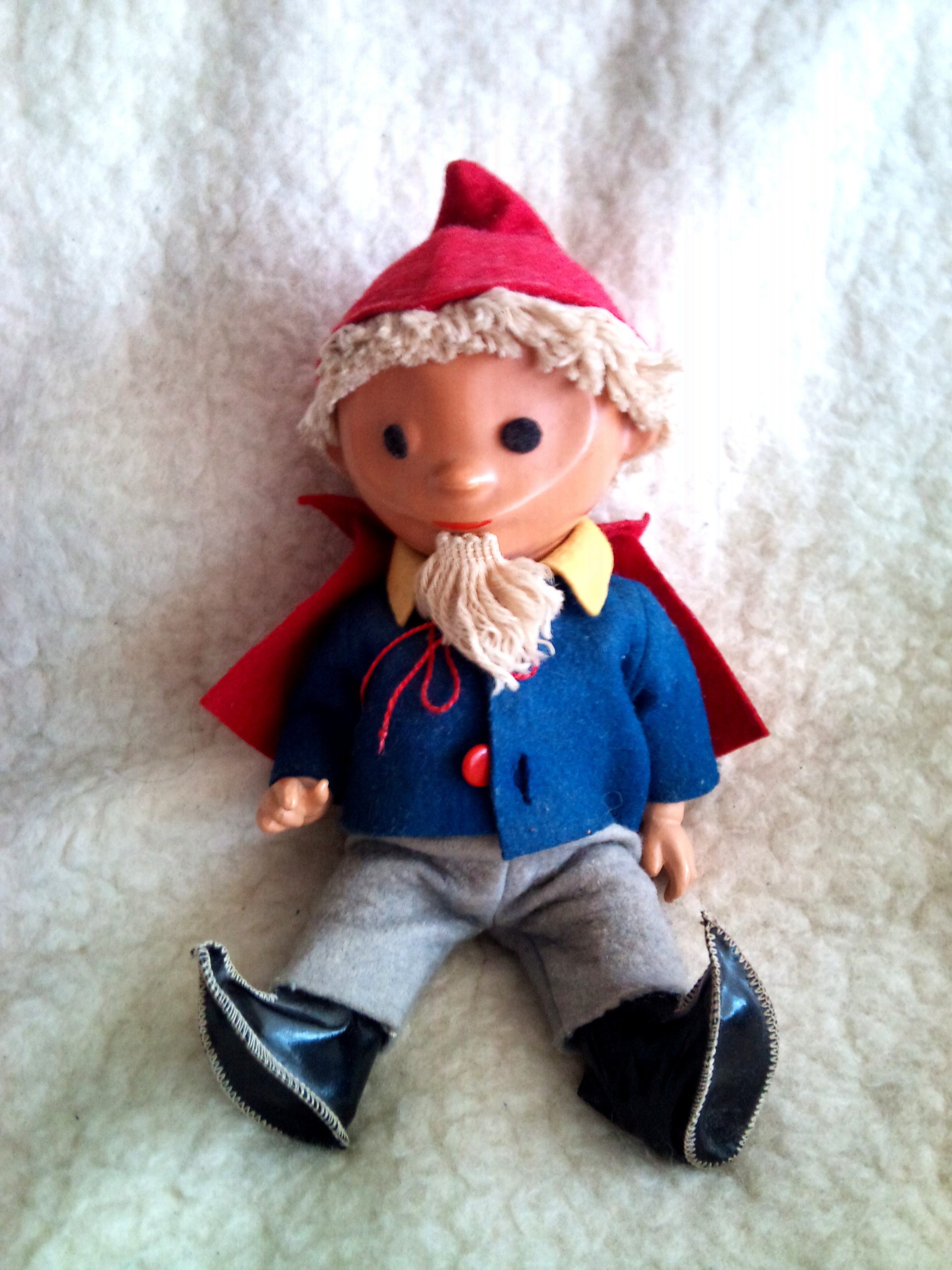
Spielzeugpuppe vom Sandmännchen, 1970er Jahre

Es gab (bereits in der DDR) und gibt zahlreiche Merchandising-Produkte zum Sandmännchen, unter anderem Puppen und eine Postkartenserie mit dem Titel Der Sandmann auf Reisen.
Der Schriftsteller und Dramatiker Rudi Strahl schrieb 1963 – kurz nach Beginn der Ausstrahlung des Abendgrußes – das Kinderbuch Sandmännchen auf der Leuchtturminsel, das von Eberhard Binder illustriert wurde und vom Kinderbuchverlag Berlin verlegt wird. Das Buch orientiert sich jedoch nicht direkt an der Fernsehfigur des Sandmännchens.
Nach der Wende wurde das Sandmännchen ähnlich wie das Ampelmännchen zu einem wichtigen Werbeträger der Ostalgie-Welle und mehrere ostdeutsche Firmen bewarben und bewerben ihre Produkte mit dem Ost-Sandmännchen. So produzierte die Thüringer Molkereifirma Osterland in den 1990er Jahren Abendgruß-Kinderjoghurt, auf dessen Deckeln verschiedene Sandmann-Motive zu sehen waren. Mitte der 1990er Jahre erschienen unter dem Titel Sandmanns Dummies mehrere CDs, auf denen markante Sprüche von DDR-Figuren mit Techno unterlegt wurden. Darunter waren auch die CDs Ach du meine Nase mit Pittiplatsch und Schnatterinchen sowie Der Fuchs geht durch den Wald mit Herrn Fuchs und Frau Elster.
Seit Oktober 2012 werden Sandmännchen-Folgen und weiteres Material auch kostenlos über eine App für Smartphones und Tabletcomputer angeboten. Am 11. November 2015 wurde eine App für das iPhone und iPad unter dem Titel „Sandmännchens Traumreise“ veröffentlicht.

## Unser Sandmännchenim Kino
- Im Film Good Bye, Lenin! (2003) sind Originalaufnahmen von der Puppenhochzeit des Sandmanns im Weltraum zu sehen.
- 2009 wurde zum 50-jährigen Jubiläum ein Sandmännchen-Kinofilm produziert. Das Sandmännchen – Abenteuer im Traumland beruht auf der Vorlage des DFF-Sandmännchens und wurde ebenfalls in Stop-Motion-Technik realisiert. Volker Lechtenbrink lieh dem Sandmann seine Stimme. Ilja Richter ist als Habumar zu hören und Anke Engelke sang für den Kinofilm ein Schlaflied. Der Film ist am 30. September 2010 im Verleih von Falcom Media in die deutschen Kinos gekommen. Regie führten Sinem Sakaoglu und Jesper Møller.
- Viele Folgen von Unser Sandmännchen wurden inzwischen auf DVD veröffentlicht.

## Video
- Gerhard Behrendt (Regie): Wo wohnt der Sandmann? Mit einem Abenteuer von Plumps, Folge 3. In: Unser Sandmännchen, Folgen 1–3. Karussell-Musik-und-Video-GmbH / Pocket-Money-Video, Hamburg 1995 (VHS-Videokassette, 50 Minuten).
- Gerhard Behrendt (Regie): Unser Sandmännchen. Traumbox. Sony Music Entertainment, München 2008 (174 Minuten, 3 DVDs). und zahlreiche andere DVD-Folgen

## Realfilm-Produktionen
| Erstsendung       | Titel                | Serie                | Regie              |
| ----------------- | -------------------- | -------------------- | ------------------ |
| 26. Juli 1974     | Weiße Flotte         | Berliner Bilderbogen | Jochen Denzler     |
| 8. Mai 1975       | Plastik und Blumen   | Berliner Bilderbogen | Holmar Attila Mück |
| 23. Mai 1975      | S-Bahn               | Berliner Bilderbogen | Holmar Attila Mück |
| 6. Oktober 1975   | Puppentheater Berlin | Berliner Bilderbogen | Holmar Attila Mück |
| 30. Juli 1976     | Rostock I            | Städtebilder         | Ernst Cantzler     |
| 6. August 1976    | Rostock II           | Städtebilder         | Ernst Cantzler     |
| 21. März 1977     | Schornsteinfeger     | Elternporträt        | Ernst Cantzler     |
| 3. April 1984     | Spiegelbeleger       | Berufe               | Ernst Cantzler     |
| 5. September 1990 | Hundefriseur         | Berufe               | Ernst Cantzler     |

## Kontroversen
2023 sorgte die Darstellung einer transgeschlechtlichen Person namens Herr Ingeborg im Rahmen der Sandmännchen Serie Raketenflieger Timmi für eine Empörungswelle. Darauf wurde die betreffende Folge aus der KiKA Mediathek gelöscht. Tatsächlich wurde die Folge schon 2021 erstausgestrahlt, wobei jedoch eine Reaktionswelle ausblieb.